# Chrysobothris ravilla
Chrysobothris ravilla es una especie de escarabajo del género Chrysobothris, familia Buprestidae. Fue descrita científicamente por Obenberger en 1924.